# Сет Грін

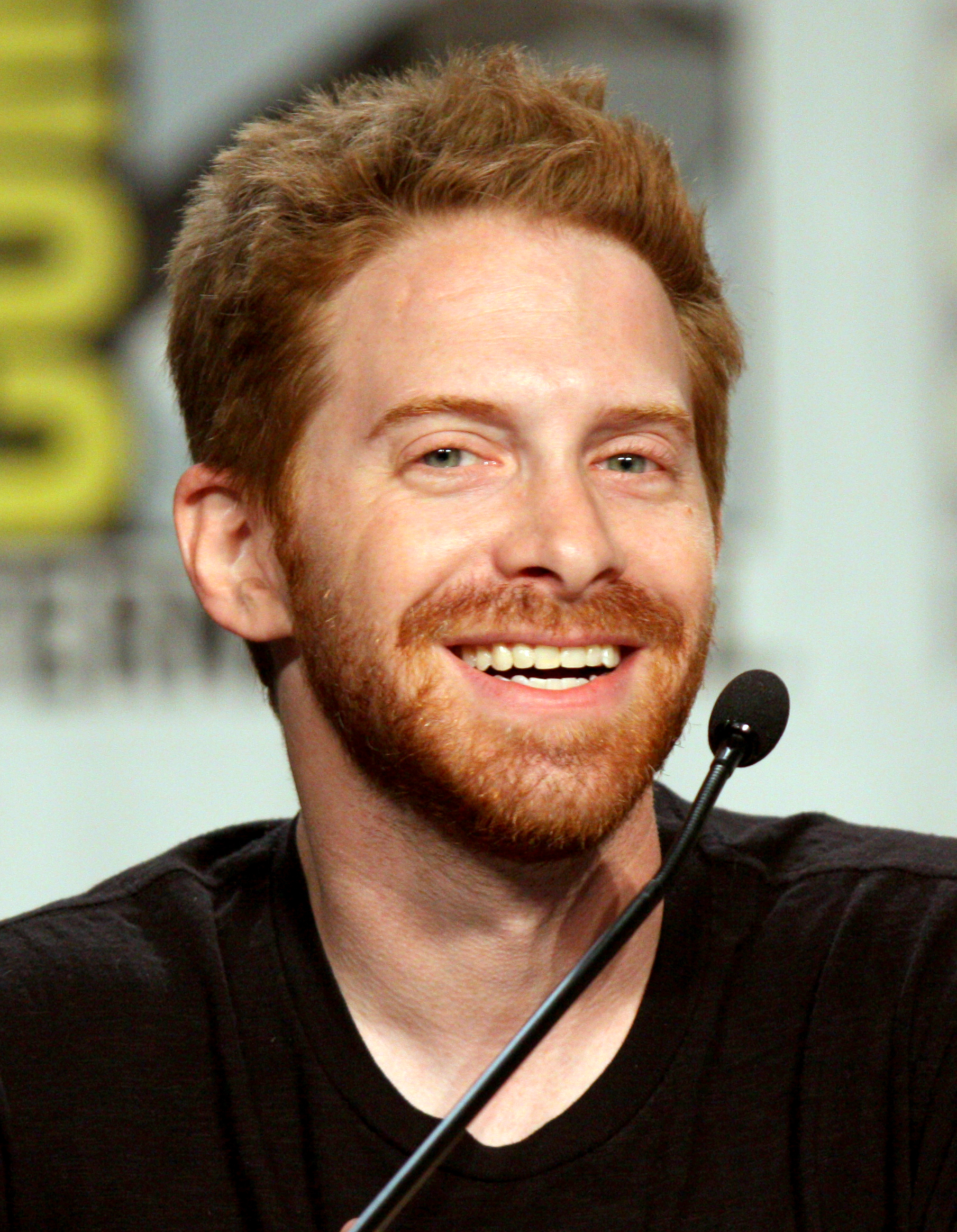
Сет Ґрін

Сет Бенджемін Ґесель Ґрін (англ. Seth Benjamin Gesshel Green; нар. 8 лютого 1974, Філадельфія) — американський актор, продюсер, комік, сценарист, режисер і письменник. Володар премії «Еммі».

## Біографія
Сет Ґрін народився 8 лютого 1974 року в Овербрук парк, Філадельфія, Пенсільванія, США. Батьки Сета — Ґерб Ґрін — вчитель математики і Барбара Ґесель — художниця. Він відвідував суспільну школу і грав у футбол. Стати актором Сет вирішив у шість років, після того, як будучи в літньому таборі, побачив виставу «Гело, Долі!».
Акторську кар'єру Сет Ґрін почав в 1983 році. Одна з перших його ролей була у фільмі «Готель Нью-Гемпшир». У 1987 році Сет зіграв ще одну свою відому роль у фільмі Вуді Аллена «Дні радіо», а в 1990 виконав роль маленького Річарда Тозіера в телефільмі «Воно». Набагато пізніше, в 2005 році, створив мультсеріал «Робоцип». З 1999 року озвучує Кріса в «Ґрифінах» і «Шоу Клівленда». Подарував свою зовнішність і голос персонажу Джефу «Джокеру» Моро в іграх Mass Effect (2007 рік), Mass Effect 2 (2010 рік) і Mass Effect 3 (2012 рік).

## Фільмографія
| Рік  | Фільм                                   | Оригінальна назва фільму                    | Роль                       |
| 1984 | Готель «Нью-Гемпшир»                    | The Hotel New Hampshire                     | «Ембріон» Беррі            |
| 1986 |                                         | Willy/Milly                                 |                            |
| 1987 | Дні радіо                               | Radio Days                                  |                            |
| 1987 | Кохання не купиш                        | Can't Buy Me Love                           | Чук Міллер                 |
| 1988 | Великий бізнес                          | Big Business                                | Джейсон                    |
| 1988 | Моя мачуха — іншопланетянка             | My Stepmother Is an Alien                   | Фред Глес                  |
| 1990 |                                         | Missing Parents                             |                            |
| 1990 | Врубай на повну котушку                 | Pump Up the Volume                          | Джої                       |
| 1991 |                                         | Our Shining Moment                          |                            |
| 1992 |                                         | The Double 0 Kid                            |                            |
| 1992 | Баффі — винищувачка вампірів            | Buffy the Vampire Slayer                    | перевертень                |
| 1993 | Кліщі                                   | Ticks                                       | Тайлер Бернс               |
| 1993 | Аркада                                  | Arcade                                      | Стілтс                     |
| 1993 | Крилаті ролери                          | Airborne                                    | Віллі                      |
| 1993 | The Day My Parents Ran Away             |                                             |                            |
| 1995 |                                         | Notes from Underground                      |                            |
| 1995 | Тягар білої людини                      | White Man's Burden                          |                            |
| 1996 |                                         | To Gillian on Her 37th Birthday             |                            |
| 1997 |                                         | Boys Life 2                                 |                            |
| 1997 | Остін Паверс: Міжнародна людина-загадка | Austin Powers: International Man of Mystery | Скот Зло                   |
| 1998 | Не можу дочекатися                      | Can't Hardly Wait                           | Кенні Фішер                |
| 1998 | Ворог держави                           | Enemy of the State                          | Селбі                      |
| 1999 |                                         | Idle Hands                                  |                            |
| 1999 | Stonebrook                              |                                             |                            |
| 1999 | Остін Паверс: Шпигун, який мене звабив  | Austin Powers: The Spy Who Shagged Me       | Скот Зло                   |
| 2000 |                                         | The Trumpet of the Swan                     |                            |
| 2001 | Притулок кошмарів                       | The Attic Expeditions                       | Дуглас                     |
| 2001 | Джозі і кішечки                         | Josie and the Pussycats                     | Тревіс                     |
| 2001 | Улюбленці Америки                       | America's Sweethearts                       | Денні Вакс                 |
| 2001 | Щурячі перегони                         | Rat Race                                    | Даян Коді, шахрай          |
| 2001 | Викидайли                               | Knockaround Guys                            | Джонні Марблз              |
| 2002 | Остін Паверс: Золотий орган             | Austin Powers in Goldmember                 | Скот Зло                   |
| 2003 | Клубна манія                            | Party Monster                               | Джеймс Сент-Джеймс         |
| 2003 | Пограбування по-італійськи              | The Italian Job                             | Лайл                       |
| 2004 | Скубі-Ду 2: Монстри на волі             | Scooby-Doo 2: Monsters Unleashed            | Патрік                     |
| 2004 | Троє в каное                            | Without a Paddle                            | Ден Мотт                   |
| 2005 | Будь крутіше!                           | Be Cool                                     | музичний продюсер «шотган» |
| 2005 | Свідок на весіллі                       | The Best Man                                | Мюррей                     |
| 2005 | Сім'янин (мультсеріал)                  | Stewie Griffin: The Untold Story            | Кріс Гріффін (озвучування) |
| 2006 |                                         | Electric Apricot: Quest for Festeroo        |                            |
| 2006 | Телевізор                               | The TV Set                                  | Слут                       |
| 2008 | Сексдрайв                               | Sex Drive                                   | Ієзекіль                   |
| 2009 | Старі пси                               | Old Dogs                                    | Грег Вайт                  |
| 2010 | Залізна людина 2                        | Iron Man 2                                  |                            |
| 2011 | Мами застрягли на Марсі                 | Mars Needs Moms                             | Майло                      |
| 2012 |                                         | The Story of Luke                           |                            |
| 2013 |                                         | Sexy Evil Genius                            |                            |
| 2013 | Dear Mr. Watterson                      |                                             |                            |
| 2013 | I Know That Voice                       |                                             |                            |
| 2014 | Вартові галактики                       | Guardians of the Galaxy                     | Качка Говард (озвучування) |
| 2014 | The Identical                           |                                             |                            |
| 2014 | Yellowbird                              |                                             |                            |
| 2015 |                                         | Wrestling Isn't Wrestling                   |                            |
| 2015 | Крампус: викрадач Різдва                | Krampus                                     | Лампі (озвучування)        |
| 2017 | Lego Фільм: Бетмен                      | The Lego Batman Movie                       | Кінг-Конг (озвучування)    |
| 2017 | Вартові галактики 2                     | Guardians of the Galaxy Vol. 2              | Качка Говард (озвучування) |
| 2018 |                                         | A Futile and Stupid Gesture                 |                            |
| 2018 | Dear Dictator                           |                                             |                            |
| 2019 | Ґодзілла ІІ: Король монстрів            | Godzilla: King of the Monsters              |                            |
| 2019 | Похмілля у Таїланді                     | Changeland                                  | Брендон                    |
| 2022 | Дивний: Історія Ела Янковича            | Weird: The Al Yankovic Story                | Радіо Ді-Джей              |
| 2023 | Вартові галактики 3                     | Guardians of the Galaxy Vol. 3              | Качка Говард (голос)       |

## Особисте життя
Сет Грін — друг Брекіна Меєра, Дональда Фейсона і Емі Смарт. З 2008 року зустрічається з актрисою і моделлю Клер Грант. Пара одружилася 1 травня 2010, живуть у Лос-Анджелесі.